# Карабахская лошадь

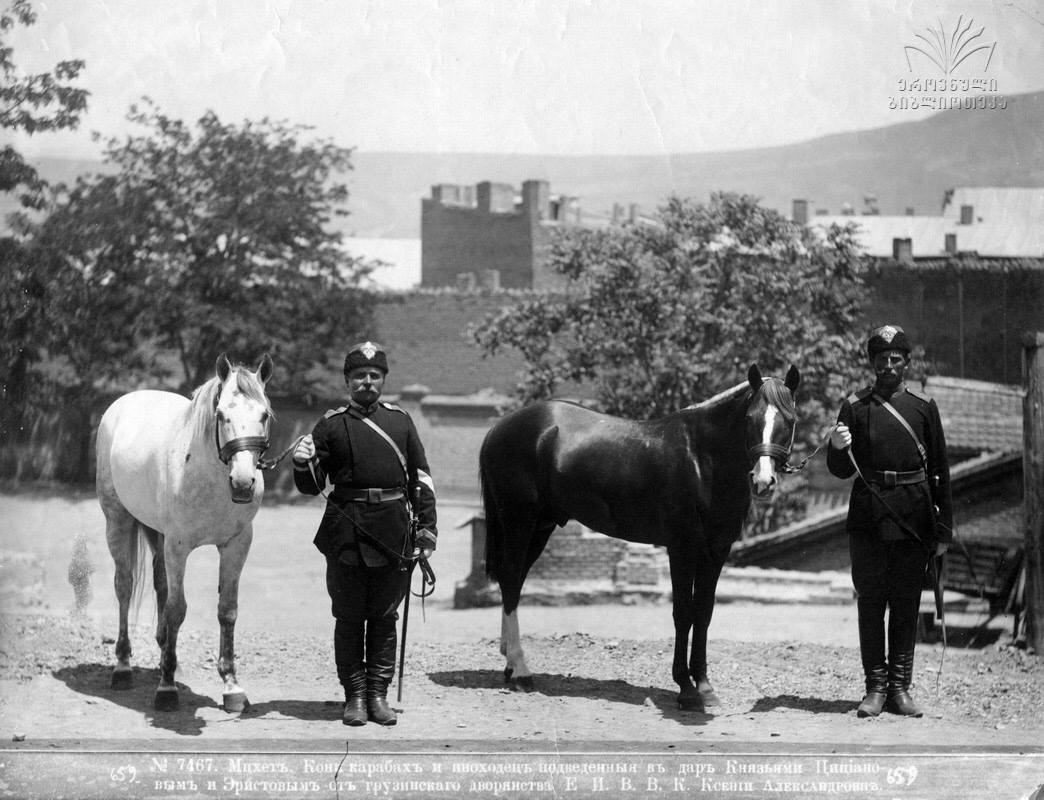
Мцхет. Иноходец и конь карабахской породы, подаренные князьями Цициановым и Эристовым от грузинского дворянства великой княжне Ксении Александровне, 1 мая 1892 года

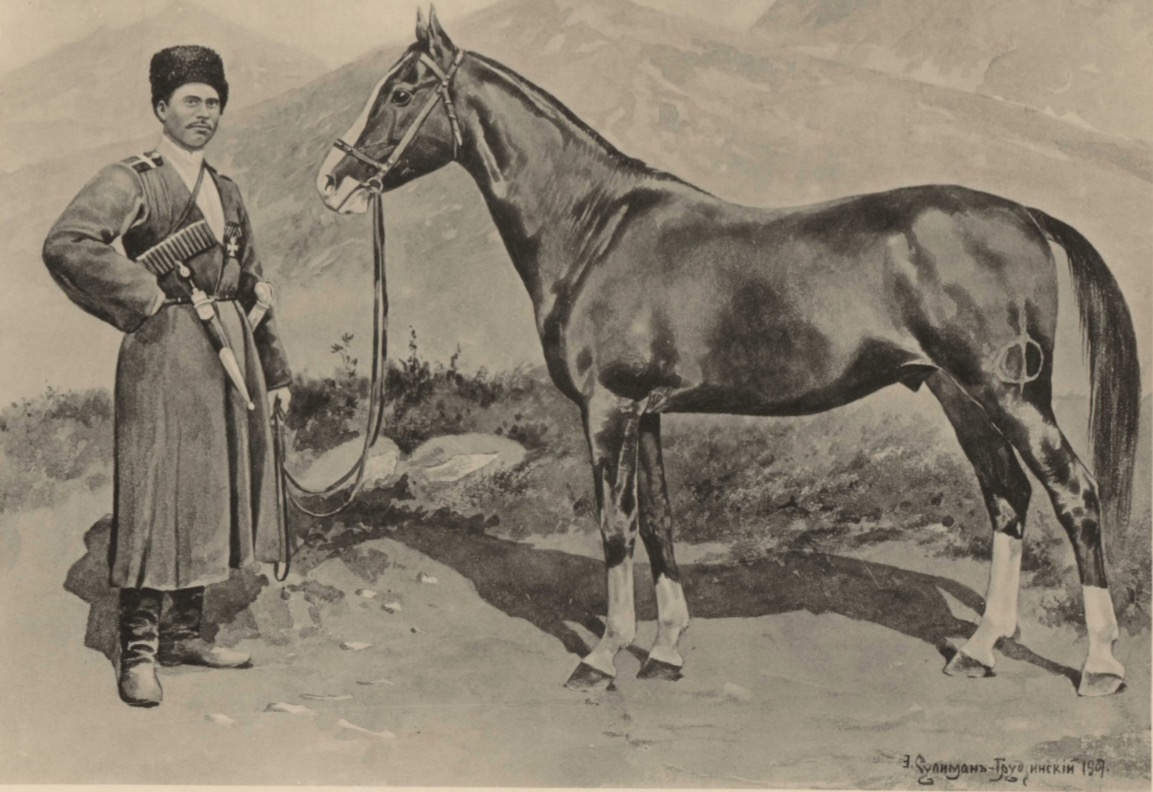
Альетмез

Карабахская лошадь (азерб. Qarabağ atı) — старинная порода горных верховых лошадей, выведенная на территории Нагорного Карабаха, тип азербайджанской лошади.
Карабахская лошадь выводилась под влиянием древних иранских, туркменских, а затем арабских лошадей и признавалась одной из лучших пород восточного типа. В XIX веке она оказала влияние на верховое коневодство Юга России (в том числе на улучшение донской лошади) и некоторых стран Западной Европы (Польши, Франции, Англии). В советское время в Азербайджанской ССР племенная работа с карабахскими лошадьми велась на Агдамском конном заводе. В результате карабахского конфликта и экономических трудностей коневодство пришло в упадок. В настоящее время в Азербайджане проводятся мероприятия по восстановлению карабахской породы. Карабахская лошадь считается одним из национальных символов Азербайджана.

## Общая характеристика

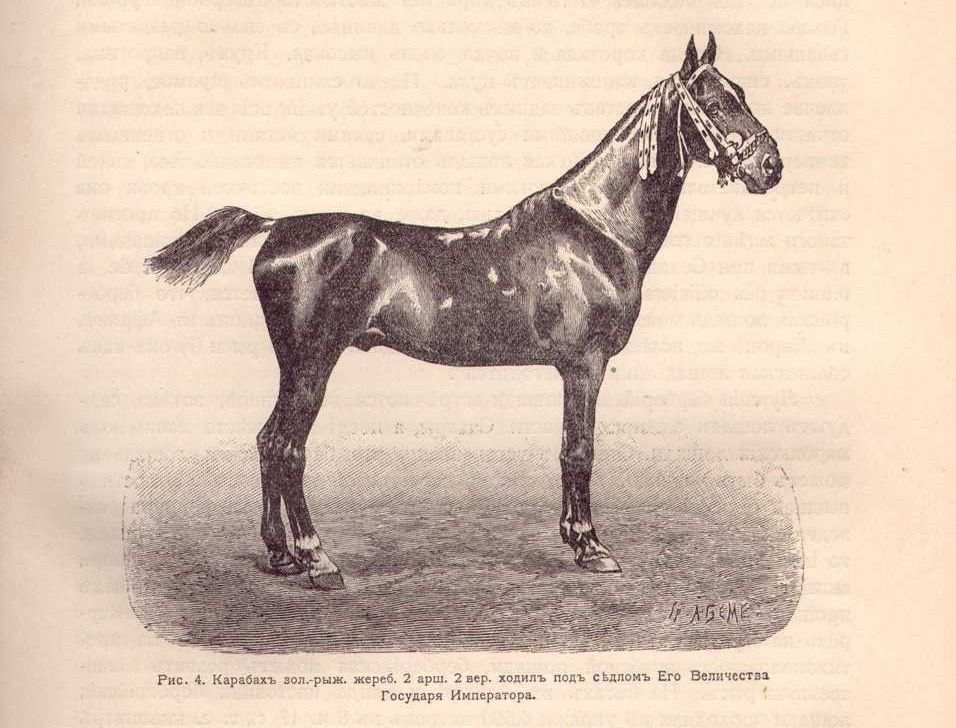
Карабахская лошадь

Карабахские лошади некрупные, высота в холке 138—140 см, шея средней длины, мышцы хорошо развиты, грудь глубокая и широкая, ноги и копыта короткие, но крепкие; голова привлекательна, лоб высокий, глаза выпуклые, движения четкие и быстрые, гармоничного сложения, сухой конституции. Среди карабахских лошадей различают два типа: плотные, массивные, коротконогие лошади и более длинноногие лошади с облегчённым корпусом. Используют этих лошадей в основном под седлом. Они выносливы в длинных переходах; в горах проходят ускоренным шагом до 10 км в час.
В старину карабахские лошади отличались красотой и грацией — видимо, по этой причине в фольклоре и литературе они часто сравнивались с джейраном, газелью. По работоспособности карабахские кони сравнимы с арабской, ахалтекинской, российскими породами — это установлено в результате многочисленных испытаний, проводившихся в XIX веке. Гуттен Чапски, участвовавший в этих испытаниях, писал: «Карабахская лошадь, хоть и отстаёт в беге на ровной местности от других пород, но в горной местности опережает их всех».
Газета «Кавказ» от 1853 года так описывала коней из завода последнего карабахского хана Мехти Кули-хана:
Старая и лучшая порода этого завода известна под именем Сарулар, т. е. золотогнедые; они невелики ростом: от 1 до 1½ вершка; голова прекрасная, похожая на арабскую, выпуклые огненные глаза, отверстые ноздри, уши небольшие, но складные, шея хорошая; только горло бывает иногда с кадыком, и оттого, когда под седоком лошадь соберётся, шея похожа бывает на оленью; спина хорошо сложена, круп мясист, более круглый, нежели продолговатый, хвост прекрасный, грудь полная, берцы и окорока мускулистые, бока хорошо сложены, мускулы и жилы окороков видны и крепки, казанки иногда немного длинны; эти лошади никогда не засекаютсяГазета «Кавказ», 1853 г., №44.

## Масти
Масти карабахских лошадей, согласно БСЭ, — рыжая, золотисто-рыжая, бурая, буланая, гнедая, серая и лимонно-жёлтая с золотистым или серебристым отливом. Этнографы полагают, что название цвета «кюрен» (рыжий) восходит к слову «кюр» (энергичный, беспокойный), которое характеризует темперамент коня, исходя из первоначального названия карабахской породы — «кюр-ат» (энергичная лошадь).
Как пишет Е. Волкова, в XIX веке отличительной особенностью карабахов была золотистая масть, за что этих лошадей называли в Карабахе «сарыляр», то есть «золотистые». Серых и вороных среди них почти не было, а кроме золотисто-рыжей и золотисто-гнедой была распространена необычная масть «нарындж»: шерсть жёлтой окраски при бурых гриве и хвосте, что-то среднее между буланой и соловой. Эта особенность в некоторой мере передалась донской породе, испытавшей сильнейшее влияние карабахской крови, — она унаследовала золотисто-рыжую масть с контрастно тёмными гривой и хвостом.

## История породы
Как пишет Е. Волкова, карабахская порода лошадей «вплоть до конца XIX века была красой и гордостью Кавказа, достойной не только княжеского, но и царского седла». Этих лошадей высоко ценили и в России, где они были известны в основном под именем персидских. А в Нагорном Карабахе эта порода звалась кёглян. Судя по описаниям и изображениям XIX века, кёглян был «яркой, породной восточной лошадью и в красоте способен был соперничать с арабской, а в правильности экстерьера порой превосходил её». 

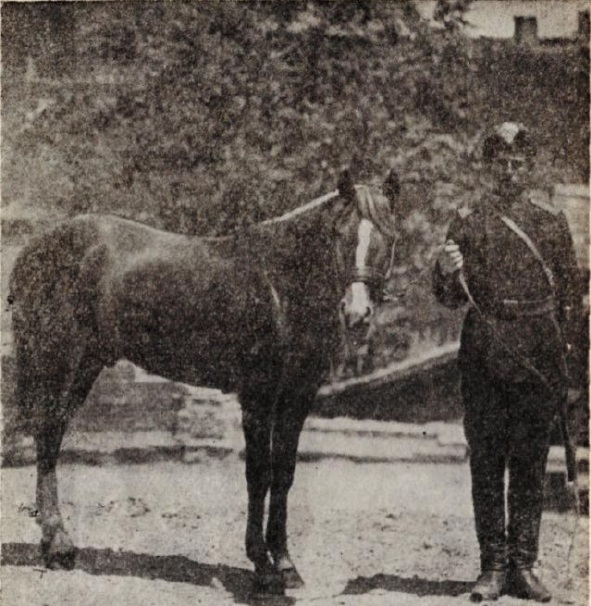
Карабахский конь

Карабахское ханство славилось как центр разведения лучших лошадей в Закавказье. Ханский завод был основным питомником чистопородных лошадей, которых не продавали, а лишь преподносили в дар «в знак дружбы и признательности». Историк С. М. Броневский писал, что «прежде всего Карабаг славился своими конскими заводами, и лучшие лошади в Персии почитались карабагские».
По словам полковника К. А. Дитерихса (1823—1899), большого поклонника и знатока карабахской лошади, самый первый карабахский хан Панах-Али, объявивший себя в 1747 году после гибели Надир-шаха независимым ханом, захватил и весь конный завод Надир-шаха. Среди этих лошадей особую память о себе оставил жеребец Меймун и кобыла Агджидали, которые широко использовались уже в ханском заводе и считались «арабскими», хотя вполне могли быть и туркменскими.
Дитерихс сообщает также, что в 1797 году, когда персидский шах Ага Мохаммед был убит в захваченной им Шуше, вся его походная конюшня досталась Ибрагим-хану, сыну Панах-хана. Так в чистокровное отделение ханских заводов попал жеребец Гариф. Гариф и его потомок Карны-Ертых были известными производителями своего времени. В самом начале XIX века дочь Ибрагим-хана, вышедшая замуж за персидского шаха Фетх Али-шаха, прислала в подарок отцу пять текинских кобыл из завода своего мужа. Но потомство этих кобыл в ханском заводе не считалось чистокровным. Сам Ибрагим-хан был страстным любителем коней, из года в год увеличивавшим число конезаводов. Дважды в год на Джыдыр дюзю проводились скачки. Жокею и коню, занявшим первое место, выдавались награды. На рынках Тебриза и Тегерана ханские кони Ибрагим-хана пользовались большим спросом.

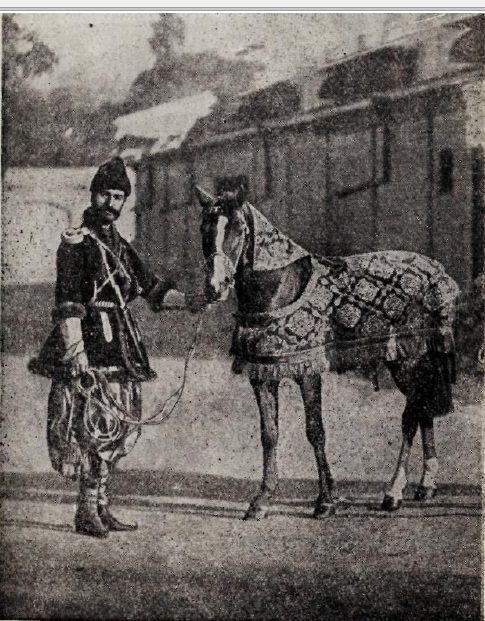
Карабахский конь

Разведение карабахской породы традиционно велось табунным методом. Племенные кобылы всю жизнь оставались в табуне. В одном табуне были и чистопородные, и полукровные, и даже простые матки, но жеребцы всегда чистопородные или высококровные кёгляны. В результате создавался гибрид улучшенной лошади: более кровная часть называлась джинс-сарыляр, более простая — калын-сарыляр. Из полукровных ханских лошадей наиболее популярны были токмак и теке-джейран. Токмак происходил от помеси кобылы-кёглян и персидского жеребца неизвестного происхождения и отличался особо крепким сложением. Теке-джейран представлял собой потомство текинских кобыл от карабахских жеребцов и отличался крупным ростом и скаковыми способностями. Чистокровные кёгляны никогда не были многочисленны. Вместе с высококровными лошадьми они составляли едва ли десятую часть конского поголовья Карабаха.

### В годы Российской империи
В 1805 году Карабах вошёл в состав России. В 1806 году Ибрагим-хан был убит, а сменивший его сын Мехти Кули Хан не интересовался развитием конезаводов, в результате число коней ханской породы всё время уменьшалось. В 1822 году Мехти Кули Хан бежал в Персию, а лучших коней раздарил своим приближённым. Большой урон коневодству Карабаха нанесло вторжение персов в 1826 году, но все же и в последующие десятилетия карабахская лошадь сохраняла свои качества.
При сем должно заметить, что Карабагские лошади во всём Закавказском крае славятся красивостию своею и легкостию бега, и по справедливости пользуются сею славою, а чистота в сложении, жар, лёгкость и послушность поставляют их наряду с лучшими породами, особенно удобными для верховой езды; они ценятся на месте от 30 до 500 червонцев, смотря по разности качеств и сложения; порода Карабагских лошадей происходит от смеси с Арабскими, которых Ханы Карабага доставляли от арабов, для улучшения своих заводовСтатистическое описание Закавказского края
В отличие от Мехти Кули Хана, его дочь Хуршидбану Натаван, известная также как княгиня Уцмиева, активно занималась развитием коневодства в Карабахе. Карабахские кони Натаван участвовали в Парижской всемирной выставке 1867 года, в сельскохозяйственных выставках в Москве (1869), в Тифлисе (1882) и всякий раз занимали первое место, награждались золотыми медалями и почётными грамотами.
На Второй Всероссийской выставке в 1869 году карабахские жеребцы получили высокие оценки: Меймун — серебряную медаль, Молоток (Токмак) — бронзовую, а золотисто-рыжий жеребец Альетмез, награждённый похвальным листом, был назначен производителем в государственные конные заводы. Карабахи имели успех и в Европе: золотисто-гнедой карабахский жеребец Хан, представленный в 1867 году на выставке в Париже, удивлял посетителей своей красотой и крепким правильным сложением. Ему была присуждена большая серебряная медаль.
В конце 1877 года русское правительство приняло решение создать новый конезавод — Елисаветпольский рассадник. В нём были собраны хорошие карабахские кобылы, но они крылись арабскими и даже англо-арабскими жеребцами. При создании его правительство обратилось за помощью к владельцам частных конезаводов. Газета «Кавказ» в 1887 году писала:
Следует отдать полную справедливость дочери карабахского хана Хуршид Бану Бегум, которая одна, поняв благую цель правительства, охотно отозвалась на его зов и отдала в распоряжение дела её не только до двадцати штук лучших кобылиц-маток своего завода, но и лучшего производителя своего — ДжейранаКавказ, 1887, №252
Согласно современным азербайджанским источникам, конезаводами, помимо ханской дочери, владели многие карабахские беки. На каждом из этих заводов содержалось от 20 до 50 кобылиц-маток. Среди владельцев следует назвать Угурлу-бека, Джафаркулу-хана, Рустам-бека Бехбудова, князя Мадатова, полковника Керим-ага Джеваншира, Бахадур-бека, Шамиль-бека, Абыш-бека и Абдул-бека Галабековых, Джавад-бека Адигёзалова, Селим-бека Адигёзалова, Селим-бека Рустамбекова, Фаррух-бека Везирова и др. В середине XIX века в Шуше имелось 11 конезаводов, на которых насчитывалось 250 жеребцов и 1450 кобылиц.

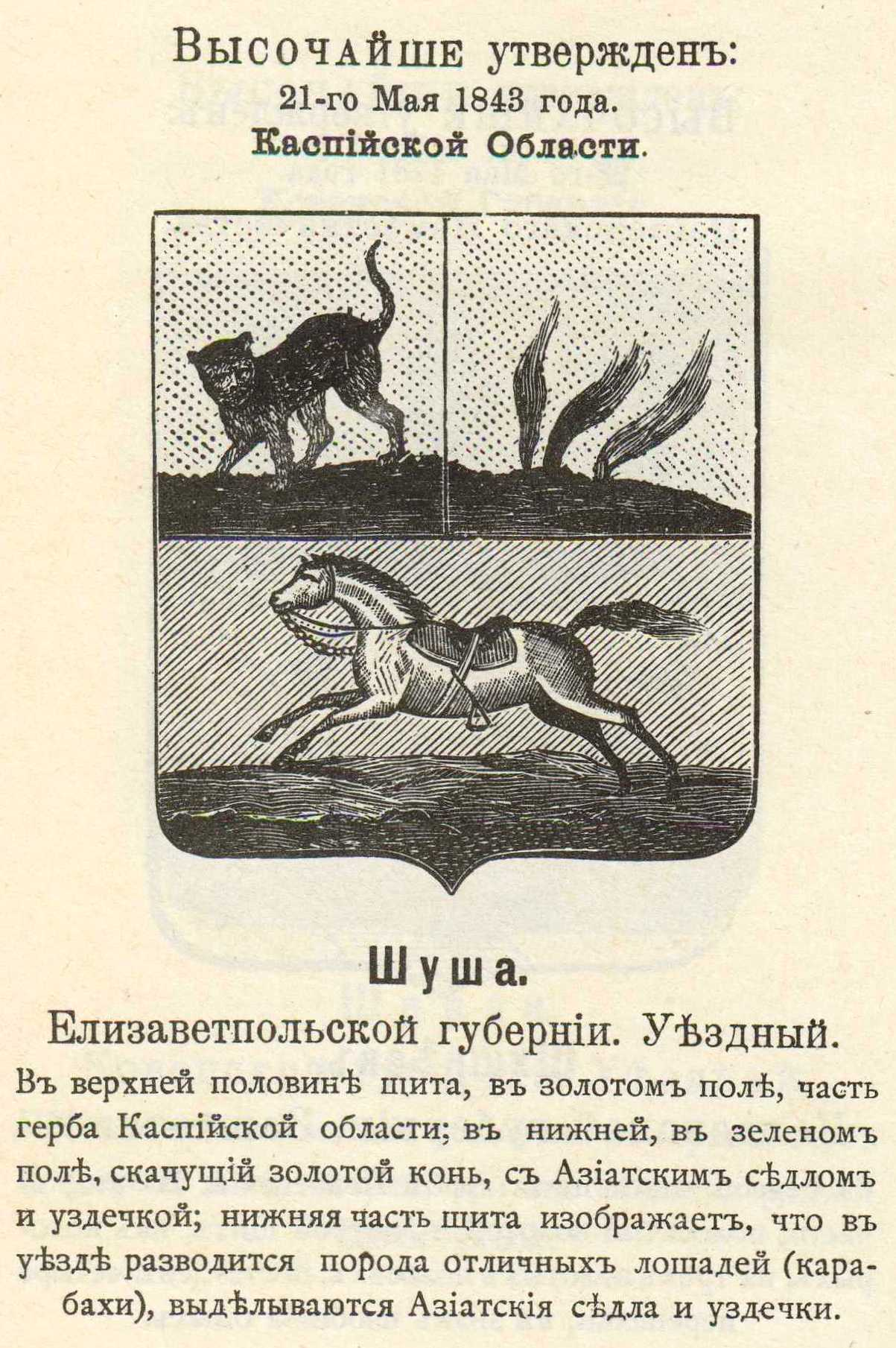
Гласный герб города Шуша, на котором изображена «порода отличных лошадей (карабахи)»

Карабахскими конями пользовались и находившиеся на военной службе на Кавказе русские чиновники и генералы. Русский поэт Александр Пушкин, совершивший в 1829 году путешествие в Арзурум, в своих путевых заметках писал, что «молодые русские чиновники разъезжали верхами на карабахских жеребцах». По сведениям военного историка генерала В. А. Потто, карабахский конь был и у генерала Я. И. Чавчавадзе. 21 мая 1843 года был утверждён гласный герб города Шуша Елизаветпольской губернии, на котором была изображена лошадь карабахской породы. Особого упоминания карабахская порода лошадей удостоилась в статье «Елизаветпольская губерния» ЭСБЕ.
Породность кёглянов произвела на русских любителей и знатоков лошадей столь сильное впечатление, что им стали приписывать чистокровное арабское происхождение. Однако профессор В. Фирсов в своей работе «Туркестан и туркестанские породы лошадей», опубликованной в 1895 году в «Журнале Коннозаводства», отнёс карабахскую лошадь к потомкам туркменских аргамаков: когда османы, правившие Хорезмом, потерпели поражение в упорной борьбе с Чингизханом, отдельные племена туркмен ушли в Закавказье и увели с собой своих коней.

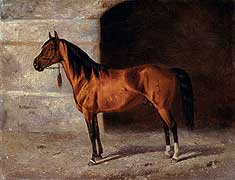
Карабахский жеребец по кличке Хан на картине Николая Сверчкова, 1865

Родство карабахского кёгляна XIX века с туркменской породой подтверждается при внимательном изучении его экстерьера. Форма кадыковатой шеи и головы, большие глубоко посаженные глаза, тонкость и шелковистость волоса, нежность и сухость конституции, а особенно золотистая масть придавали кёгляну те же своеобразие и породность, которые отличают наиболее ярких ахалтекинцев. Различия в типе этих пород происходили в первую очередь от условий разведения лошадей и предъявляемых к ним требований. В Карабахе скаковая лошадь теряла свои преимущества, но при этом сохраняла черты древней породности. В горах требовались в первую очередь поворотливость, устойчивость, умение резко останавливаться, выносливость, а места для разгона не было. К тому же табунное воспитание не способствовало увеличению роста лошадей. В результате кёглян приобрёл округлые компактные формы универсальной верховой лошади и более короткие шею и голову со «щучьим» профилем.
Во второй половине XIX века среди русских конезаводчиков и любителей лошадей были и скептические мнения о карабахской породе: некоторые считали её изнеженной, совершенно не способной акклиматизироваться и не годной к кавалерийской службе, а следовательно, не представляющей интереса. Малочисленность породы также способствовала распространению мнения о её деградации. Однако подобные рассуждения полностью опровергла история создания донской породы.
Донские казаки пригоняли карабахских жеребцов на Дон ещё из персидских и турецких походов XVIII века. Но особенно много их стало здесь веком позже, когда сформировался новый тип донской породы, улучшенный благодаря карабахской породе. Из карабахских лошадей был составлен конный завод Платова. В 1836 году В. Д. Иловайский, один из известнейших коннозаводчиков Дона, приобрёл значительную часть завода карабахских лошадей генерала Валериана Мадатова, распродававшийся наследницей. Карабахские лошади использовались для улучшения донской породы вплоть до начала XX века; они придали ей характерный тип и восточную породность, которые отличают дончака от всех полукровных лошадей.
Под сильным влиянием этой породы в Азербайджане образовалась делибозская порода. Карабахских производителей наряду с арабскими и туркменскими использовали при выведении кабардинской лошади. Оставили своё потомство кёгляны и в стрелецкой, и в ростопчинской породе. Утверждается, что даже некоторые из некрупных персидских жеребцов, попадавших в европейские конные заводы и использовавшихся при выведении орловской верховой, тракененской и других пород, в действительности могли быть карабахскими.
Тем не менее в конце XIX — начале XX века карабахское коневодство пришло в упадок из-за непригодности недостаточно рослых лошадей карабахской породы для регулярной кавалерии. Завод, основанный ханами и наследовавшийся их потомками, исчез в 1905 году. Свою роль в этом сыграла также гражданская война. В связи с этим численность породы резко сократилась. Кёгляны смешались с простыми беспородными лошадьми, потеряли значительную часть своей породности и измельчали. Карабахская лошадь перекочевала из разряда лучших восточных пород в местные горные, которые, однако, сохраняли следы восточной крови и характерную масть, «напоминающую цвет старой бронзы», с более тёмными гривой и хвостом и такого же оттенка «ремнём» вдоль хребта.

### В годы СССР
В 1949 году в целях сохранения и улучшения карабахской породы в селении Гей-Тэпэ Агдамского района Азербайджанской ССР на основании указа Совета Министров СССР от 8 октября 1948 и Совета Министров Азербайджанской ССР от 27 мая 1949 года был организован конный завод, куда было собрано 27 наиболее типичных для карабахской породы кобыл, отобранных специальной комиссией в Агдамском, Шушинском, Бардинском, Евлахском и Таузском районах. Для улучшения карабахской породы (главным образом, увеличения роста лошадей) интенсивно использовались арабские и терские жеребцы. На момент открытия завода в нём стоял единственный карабахский жеребец Султан, остальные жеребцы (Кадими 1, Кадими 2, Контингент, Корф) были чистокровные арабские.

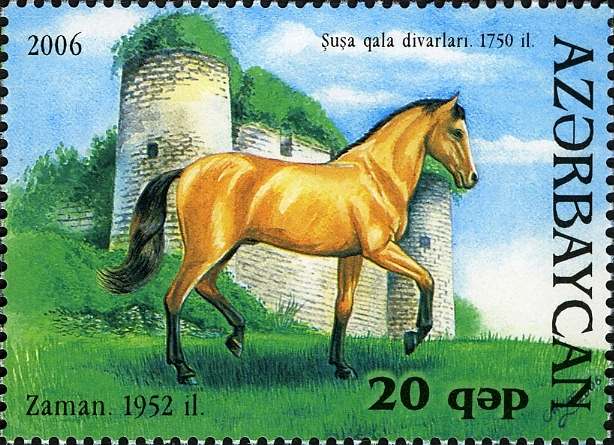
Карабахский жеребец «Заман» на почтовой марке Азербайджана (1952)

В Агдамском конезаводе не только разводили чистопородных лошадей карабахской породы, но и создавали новый заводской тип лошади карабахской породы благодаря прилитию арабской крови. В 1950-е годы работы по восстановлению чистокровного коннозаводства в Азербайджане возглавил главный специалист Министерства сельского хозяйства АзССР Шамиль Расизаде. В 1955 году была достигнута рекордная резвость в гладких скачках на 1600 м — 2 мин 9 сек. В 1971 году была выпущена племенная книга породы.
В 1952 году 6 типичных карабахских коней были представлены на Всесоюзной сельскохозяйственной выставке в Москве. В 1956 году правительство Советского Союза подарило выращенного в Агдамском заводе жеребца по кличке Заман британской королеве Елизавете II.
В 1960-е — 1970-е годы были созданы условия для укрепления материально-технической базы Агдамского конного завода. В 1980-х годах на московских аукционах целый ряд лошадей карабахской породы были проданы в Германию, Голландию, Швейцарию, Италию, Францию и другие страны.

### В Азербайджанской Республике

Талисманы Исламских игр 2017 — карабахские скакуны Джасур и Инджа

В настоящее время карабахскую породу в Азербайджане разводят на 2 коневодческих заводах — в селе Лянбяран Бардинского района и в Акстафе. Наряду с государственными в республике функционирует ряд частных коневодческих предприятий. 
К снижению численности карабахской породы привели война в Карабахе и сложная экономическая ситуация в начале 1990-х годов. В начале карабахского конфликта лошадей постоянно перемещали из одного места в другое, и это было одной из причин резкого снижения популяции: из-за перемещения беременных кобыл случались выкидыши. Кроме того, лошади содержались в плохих условиях.

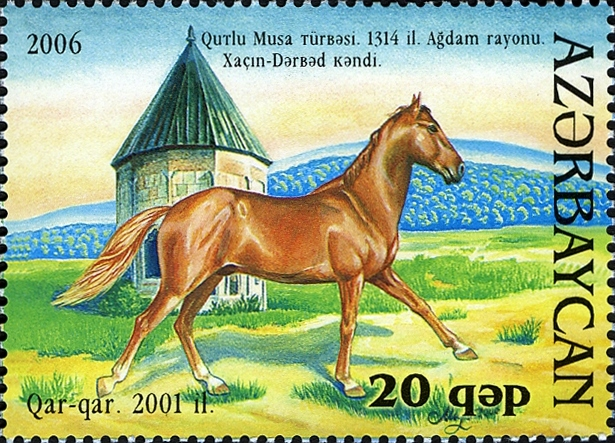
Карабахская лошадь «Гар-гар» (2001) на почтовой марке Азербайджана

В последнее время министерство сельского хозяйства Азербайджана предпринимает меры по развитию коневодства, карабахских лошадей запрещено экспортировать. По словам директора ассоциации Azerbreeding и управляющего отделением Минсельхоза Азербайджана по племенному разведению Хандана Раджабли, в Азербайджане насчитывается ок. 20 предприятий, на попечении которых числится примерно 200 чистокровных лошадей карабахской породы. Часть этих предприятий находится в Баку («Gunay Equestrian Invest», «Sərhədçi» и др.). В Шекинском районе Азербайджана водится одно из крупнейших и чистейших в мире стад карабахской породы. Их владельцем является Яшар Гулузаде. В этой горной местности восстановление породы длится уже более десяти лет.
Немецкий эксперт по лошадям Верена Шолиан является одним из специалистов, работающих с правительством Азербайджана и оказывающим им консультации по селекционным программам и в области технического оборудования. Шолиан потратила десятилетия на изучение породы карабахских лошадей и происхождения породы.
В 2004 году лошадь из Агдамского района установила мировой рекорд, проскакав 1000 метров за 1 минуту и 9 секунд.
В мае 2012 года карабахские лошади были представлены в Виндзорском дворце на бриллиантовом юбилее правления британской королевы Елизаветы II. Номер с участием карабахской лошади проходил в сопровождении азербайджанского народного танца.

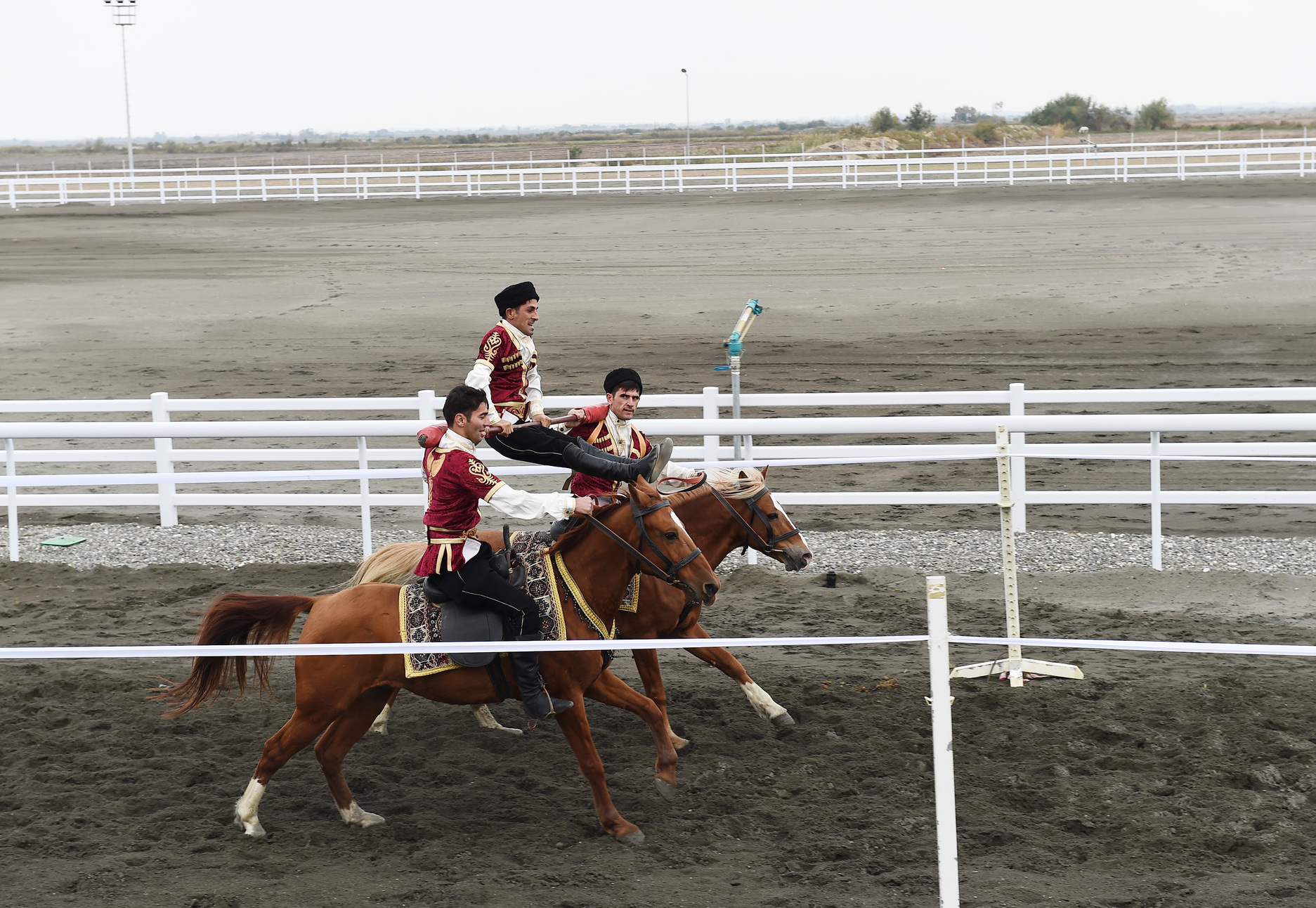
Джигитовка конников в национальной одежде на карабахских скакунах в Карабахском коневодческом комплексе в Агджабединском районе

В 2013 году човган, традиционная верховая игра на карабахских конях в Азербайджане, была внесена от Азербайджана в список нематериального культурного наследия ЮНЕСКО. 19 ноября 2014 года президента Азербайджана Ильхам Алиев подписал распоряжение «О дополнительной поддержке развития Карабахской породы лошадей в Азербайджанской Республике».
13 февраля 2017 года Организационный комитет Исламских игр солидарности представил талисманы (маскоты) Исламские игры солидарности. Ими стали карабахские скакуны Инджа (İncə), олицетворяющая красоту и нежность, и Джасур (Cəsur), отличающийся свободолюбием и уверенностью в себе.
В ноябре 2018 года на территории Хамторпаг в Агджабединском районе состоялось открытие Карабахского коневодческого комплекса, находящегося в подчинении Научно-исследовательского института животноводства Министерства сельского хозяйства Азербайджана. В комплексе к 2018 году содержалось 200 коней карабахской породы, здесь ведутся обследования внутренних органов лошадей, диагностика переломов и повреждений, проводится селекционная племенная работа.

## В культуре

### В изобразительном искусстве

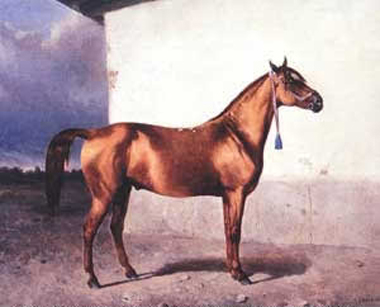
Карабахский жеребец. Худ. Николай Сверчков, 1865. Музей коневодства

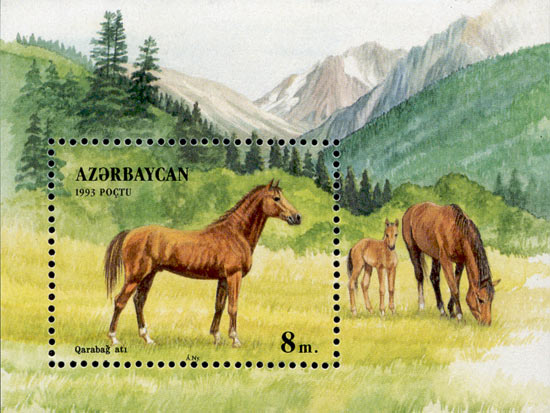
Почтовый блок Азербайджана, 1993

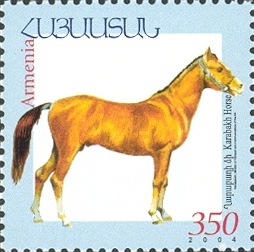
Почтовая марка Армении, 2004

Карабахскую лошадь можно увидеть на полотнах русских живописцев XIX века, особенно в работах русского живописца Николая Сверчкова, творчество которого пропитано любовью к животным. С лошадей карабахской породы сделал рисунки Василий Верещагин, посетивший Шушу в середине мая 1865 года. В своих воспоминаниях художник писал:
…Неподалёку от Шуши, у ворот, ведущих в Елисаветполь, стоит большой старинный дом, принадлежащий дочери последнего хана Мехти Кули-хана. Умирая, хан оставил порядочное состояние своей дочери. Этой же дочери хана принадлежали самые богатые и самые величественно убранные лошади, придававшие особенную пышность и торжественность праздничной процессии. На конюшне её находятся превосходные лошади, известные под именем ханаВ. Верещагин. Путешествие по Закавказью. 1864—1865 гг., стр. 267
Скульптура карабахского жеребца «Альетмез» выполнена русским скульптором Евгением Лансере. Она хранится в Моршанском историко-художественном музее.
Карабахские скакуны изображены на эмблеме агдамского футбольного клуба «Карабах».
В 1995 году в Баку вышла коллекция марок «Породы лошадей». Среди них особое место занимала серия «Карабахские лошади». Серия марок Азербайджана, посвящённых карабахским лошадям, была выпущена в 2006 и 2011 годах.
В марте 2017 года в муниципалитете Хам в Бельгии был установлен памятник карабахским скакунам с надписью на постаменте «Qarabagh Paard Azerbeidzjan».

### В литературе
Карабахский конь упоминается в поэме «Демон» Михаила Юрьевича Лермонтова
Под ним весь в мыле конь лихой
Бесценной масти, золотой.
Питомец резвый Карабаха
Прядет ушьми и, полный страха,
Храпя косится с крутизны
На пену скачущей волны.М. Ю. Лермонтов, «Демон».
В этих строках, по мнению Ираклия Андронникова, поэт претворил конкретные впечатления, полученные во время пребывания в Кахетии, когда он служил в Нижегородском драгунском полку.
В повести Льва Толстого «Хаджи-Мурат» также упоминается «высокая щеголеватая карабахская лошадь». В «Войне и мире» же коня Пети Ростова звали Карабахом, хотя она была малороссийская лошадь. «Вороной карабахский жеребец» упоминается в романе Юрия Тынянова «Смерть Вазир-Мухтара», посвящённом Александру Грибоедову. В романе Даниила Мордовцева «Царь без царства», повествующем о царе Имеретии Соломоне II, царица Имеретии говорит, что «карабахские лошади лучшие в мире». На карабахском коне ездит герой рассказа «Кавказский чёрт» Саши Чёрного грузинский князь Удал. Карабахский жеребец «Альетмаз» упоминается в комедии Мирзы Фатали Ахундова «Повесть о Мусье Жордане» (также карабахские кони фигурируют в фильме «Дервиш взрывает Париж», снятого по мотивам этой комедии).
Карабахский конь упоминается в балладе Козьмы Пруткова «Путник», в романе Валентина Катаева «Кладбище в Скулянах», в историческом романе Акакия Белиашвили «Бесики». Карабахскому коню по кличке «Заман», подаренному королеве Елизавете II, поэт Бахтияр Вахабзаде в 1976 году посвятил балладу «Карабахский конь».